# Kevin Skinner
Kevin Skinner (født 25. februar 1974) hedder oprindeligt Patrick Kevin Skinner. Han er en amerikansk countrysanger fra Kentucky. Han er vinder af fjerde sæson af America's Got Talent Show. 

## Uddannelse
Kevin er blevet uddannet på Graves County High School i 1991.

## Sangkarriere
Kevin Skinner begyndte at spille guitar da han var 12 år gammel. Han har spillet, skrevet og sunget sine sange lige siden han lærte kunsten af musik fra sin musiker far, Joe, der er fan af Hank Williams. Kevin har udgivet musikvideoer under navnet Bent Lemon og er medlem af sin bror Rodneys band "Skinner og Friends". 
Da Kevin stillede op i America´s Got Talent i 2009, rørte han dommerne og publikum, som faktisk allerede havde dømt ham ude pga. hans udseende, inden han var gået i gang med at synge.